# Sailly-Flibeaucourt
Sailly-Flibeaucourt (picardisch: Sailly-Flibieucourt) ist eine nordfranzösische Gemeinde mit 1.014 Einwohnern (Stand 1. Januar 2022) im Département Somme in der Region Hauts-de-France. Die Gemeinde liegt im Arrondissement Abbeville und ist Teil der Communauté de communes Ponthieu-Marquenterre und des Kantons Abbeville-1.

## Geographie
Die Gemeinde liegt rund 2,5 Kilometer südlich von Nouvion und fünf Kilometer östlich von Noyelles-sur-Mer. Durch das Gemeindegebiet verläuft die Autoroute A16 mit einer Raststätte (Aire de Service de la Baie de Somme). Der Ortsteil Sailly bildet den Norden, Fliebeaucourt den Süden der Gemeinde. Das Gemeindegebiet gehört zum Regionalen Naturpark Baie de Somme Picardie Maritime.

## Geschichte
Im Jahr 1636 wurde der Ort von spanischen Truppen niedergebrannt.

## Einwohner
| 1962 | 1968 | 1975 | 1982 | 1990 | 1999 | 2006 | 2011 |
| ---- | ---- | ---- | ---- | ---- | ---- | ---- | ---- |
| 994  | 986  | 1037 | 1006 | 995  | 947  | 1032 | 1013 |

## Sehenswürdigkeiten
- Communs des früheren Schlosses mit Taubenhaus
- Kirche Saint-Martin